# آپریس
آپریس (به یونانی: Ἁπρίης) چهارمین فرعون مصر از دودمان بیست و ششم مصر بود که از سال ۵۸۹ پیش از میلاد تا سال ۵۷۰ پیش از میلاد سلطنت کرد.